# Массімо Пільюччі
Массімо Пільюччі 16 січня 1964, Монровія, Ліберія) — американський філософ, професор філософії в коледжі Леман, Міського університету Нью-Йорка. У центрі уваги його досліджень — теорія науки. Пільюччі відомий своєю критикою креаціонізму та відданістю науковому та скептичному мисленню.

## З біографії
Пільюччі отримав ступінь доктора генетики в Університеті Феррари, ступінь доктора біологічних наук в Університеті штату Коннектикут і ступінь доктора філософських наук в Університеті Теннессі.
Пільюччі був професором екології та еволюції в Університеті штату Нью-Йорк у Стоні-Бруці. Потім перейшов до коледжу Леман, Міського університету Нью-Йорка, де став професором філософії. 
Пільюччі був відзначений премією Добжанського від Товариства вивчення еволюції. Він є членом Американської асоціації розвитку науки та Комітету скептичних розслідувань.
Пільюччі також має рубрику в «Скептичному розслідувачі» та є членом руху «Брайтс».
Посилаючись на Сабіну Госсенфельдер, Пільюччі засуджує естетичні вимоги у пошуках універсальної формули.

## Книжки

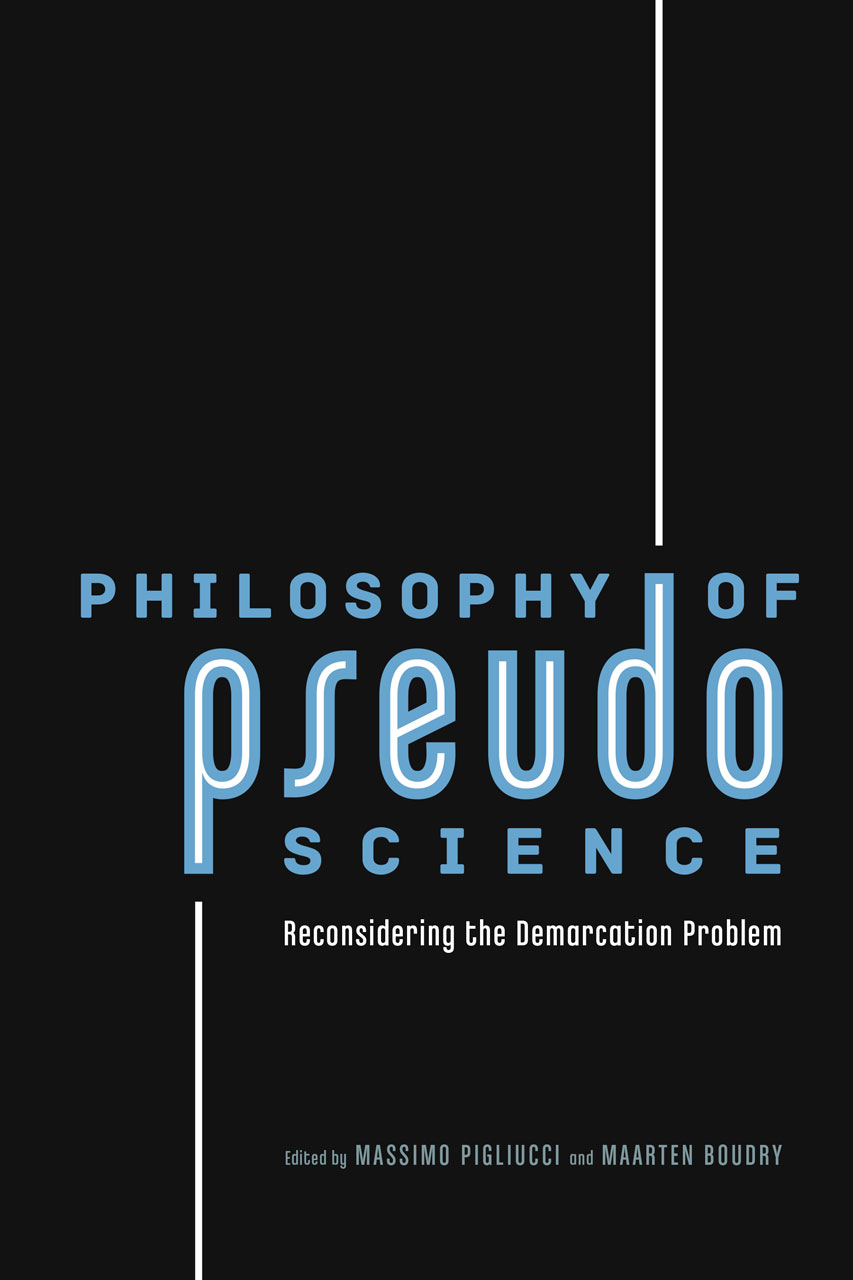
Обкладинка книжки Пільюччі «Філософія псевдонауки».

- Schlichting, Carl; Pigliucci, Massimo (1998). Phenotypic evolution : a reaction norm perspective. Sunderland, Mass.: Sinauer.
- Tales of the Rational (Freethought Press, 2000): A series of essays on atheism, straw-man arguments, creationism and the like.
- Phenotypic Plasticity (Johns Hopkins University Press, 2001): A technical volume on research concerning nature and nurture questions.
- Denying Evolution: Creationism, Scientism, and the Nature of Science. (Sinauer, 2002) ISBN 0-87893-659-9: This book covers the evolution-creation controversy, better science teaching, and why people have difficulties with critical thinking.
- Phenotypic Integration [Архівовано 16 березня 2017 у Wayback Machine.] (Oxford University Press, 2003) ISBN 0195160436: A collection of technical essays on the evolution of complex biological organs.
- Making Sense of Evolution [Архівовано 17 березня 2017 у Wayback Machine.] (with Jonathan Kaplan, University of Chicago Press, 2006, ISBN 978-0-226-66837-6): A philosophical examination of the fundamental concepts of evolutionary theory and practice.
- Evolution: The Extended Synthesis [Архівовано 17 березня 2017 у Wayback Machine.] (with Gerd B. Muller, MIT Press, 2010, ISBN 978-0262513678)
- Nonsense on Stilts: How to Tell Science from Bunk [Архівовано 24 липня 2020 у Wayback Machine.] (University of Chicago Press, 2010, ISBN 978-0-226-66786-7): This book presents a number of case studies on controversial topics in order to examine how science is conducted, how it is disseminated, how it is interpreted, and what it means to our society.
- Answers for Aristotle: How Science and Philosophy Can Lead Us to a More Meaningful Life [Архівовано 6 серпня 2020 у Wayback Machine.] (Basic Books, 2012, ISBN 978-0-465-02138-3)
- Philosophy of Pseudoscience: Reconsidering the Demarcation Problem [Архівовано 16 квітня 2021 у Wayback Machine.] (with Maarten Boudry, eds., University of Chicago Press, 2013, ISBN 978-0226051963)
- How to Be a Stoic: Using Ancient Philosophy to Live a Modern Life (Basic Books, 2017, ISBN 978-0465097951)
- The Stoic Guide to a Happy Life
- A Handbook for New Stoics: How to Thrive in a World Out of Your Control—52 Week-by-Week Lessons

## Вибрані статті
The following are a select few of Pigliucci's articles. Some may be found at the Internet Infidels' Secular Web.
- Is evolutionary psychology a pseudoscience?. Skeptical Inquirer. 30 (2): 23—24. 2006.
- Science and fundamentalism. EMBO Reports. 6 (12): 1106—9. 2005. doi:10.1038/sj.embor.7400589. PMC 1369219. PMID 16319954.
- The power and perils of metaphors in science. Skeptical Inquirer. 29 (5): 20—21. 2005.
- What is philosophy of science good for?. Philosophy Now. 44: 45. January–February 2004. Архів оригіналу за 24 січня 2021. Процитовано 13 лютого 2021.
- Pigliucci M, Banta J, Bossu C та ін. (May–June 2004). The alleged fallacies of evolutionary theory. Philosophy Now. 46: 36—39. Архів оригіналу за 14 вересня 2021. Процитовано 13 лютого 2021. {{cite journal}}: Явне використання «та ін.» у: |author= (довідка)
- "The Virtuous Skeptic". Skeptical Inquirer. 41 (2): 54-57. 2017